# Naser Orić
Naser Orić, född 3 mars 1967 i Donji Potocari i Srebrenica i SFR Jugoslavien, är en tidigare bosnisk officer som ledde Bosniska arméns (ARBiH) styrkor i Srebrenicaenklaven i östra Bosnien omgiven av bosnienserbiska styrkor under Bosnienkriget.

## Biografi
Orić är sonson till en medlem i Ustaša, en kroatisk fascistisk, nazistisk och ultranationalistisk rörelse under andra världskriget. Han förblev arbetslös i sin ungdom, trots att han hade examen från gymnasiet inom metallbearbetning. Orić var inkallad i jugoslaviska folkarmén (JNA) 1985–1986, där han tjänstgjorde i en särskild enhet för atom- och kemiskt försvar. Han lämnade JNA med korprals grad. År 1988 avslutade han en sex månaders utbildning i Zemun och tjänstgjorde i Savski Venac i Belgrad som polisaspirant. Som medlem av en polisenhet för särskilda insatser utbildades han där under ytterligare två år.
År 1990 blev Orić förflyttad till Kosovo som medlem av en särskild polisenhet för inrikesministeriet i Socialistiska republiken Serbien. Därefter återvände han till Belgrad, där han blev livvakt till Slobodan Milošević. Han arbetade med att undertrycka oroligheterna under antikrigsprotesterna i mars 1991 och arresterade Vuk Drašković. Under denna tid var han också dörrvakt på den berömda nattklubben Metro (tidigare Zvezda) i Belgrad.
I augusti 1991 överfördes Orić till en polisstation i Ilidža utanför Sarajevo och vidare till polisstationen i Srebrenica i slutet av 1991. I april 1992 blev han chef Potocaris lokala polisstation.
Vid upplösningen av Socialistiska förbundsrepubliken Jugoslavien började en kader bestående av före detta JNA-officerare förbereda sig för försvaret av Bosnien och Hercegovina. I mitten av april 1992 var Potocaris försvarsområde etablerat, och Orić blev dess befälhavare. I maj 1992 utsågs han av medlemmar i krisstaben till befälhavare för Srebrenicas armé i Bosnien och Hercegovina (ABiH), vilket officiellt bekräftades i juni av överbefälhavaren Sefer Halilovic. Han blev också medlem av krigsledningen för Srebrenica vid dess tillkomst den 1 juli. På nyårsdagen 1994 var samtliga enheter under befäl av Orić och den 12 juli 1994 befordrades han till brigadgeneral och någon gång före den första mars tilldelades han "Gyllene Liljan", den högsta utmärkelsen som ges av överbefälhavaren.

## Bosnienkriget
Den 9 februari 1993 startade den bosnienserbiske militära befälhavare Ratko Mladić en fullskalig offensiv mot Srebrenica. Den 17 april 1993 gjordes staden till en fristad av FN, medan striderna mellan serbiska styrkor och Orićs enheter i Srebrenica fortsatte där serberna återtog stora delar av territoriet som förlorats under 1992.
I juli 1995 övertogs det delvis avväpnade "FN-säkrade område" slutligen av den bosnienserbiska armén, vilket resulterar i massakern i Srebrenica. Men Orić hade, tillsammans med resten av sin stab, evakuerats med helikopter i april 1995 två månader innan enklavens fall. Anledningen var att han fick order från generalstaben att lämna Srebrenica tillsammans med sina 15 officerare. Orić skulle den 7 maj 1995 med helikopter tas tillbaks till Srebrenica med fick inte plats. Helikoptern sköts senare ned av serbiska styrkor och den bosniska armén tog beslutet att det var för farligt att helikoptrarna skulle åka mellan fronten Zivinice - Zepa.

### Rättegång om krigsförbrytelser
Orić anklagades för tortyr och grym behandling av elva och dödandet av sju serbiska män, fängslade på Srebrenicas polisstation 1992–1993. Han anklagades också för att ha beställt, och lett, många gerillaräder i ett 50-tal serbiskbefolkade byar 1992–1993, särskilt i kommunerna Bratunac och Srebrenica. Bosnienserbiska byggnader, bostäder och annan egendom i övervägande serbiska byar brändes och förstördes, hundratals serber mördades och tusentals etniska serber flydde området.
År 2006 dömdes Orić till två års fängelse av rättegångskammaren i Internationella krigsförbrytartribunalen för det forna Jugoslavien (ICTY) i Nederländerna för att ha underlåtit att förhindra dödandet av fem bosnienserbiska fångar och misshandel av elva andra fångar under tiden från slutet av 1992 till början av 1993 på grundval av hans högsta straffrättsliga ansvar. Han frikändes för andra anklagelser om hänsynslös förstörelse och att ha orsakat skador på civil infrastruktur bortom militär nödvändighet. Den 3 juli 2008 omprövade överklagandekammaren ICTY rättegångskammarens dom och frikände honom för alla anklagelser som riktades mot honom.